# کمپتون (کنتاکی)
کمپتون (به انگلیسی: Campton) شهری در ایالت کنتاکی کشور ایالات متحده آمریکا است که جمعیت آن در سرشماری سال ۲۰۱۰ میلادی، ۴۴۱ نفر بوده‌است.